# Schattenwald
Schattenwald ist ein deutscher Film von Laura Thies. Der Film wurde mit minimaler Förderung durch den FilmFernsehFonds Bayern und via Crowdfunding realisiert und startete am 12. März 2015 in den Kinos.

## Handlung
Die Songschreiberin Julika Stetten zieht sich auf ein Landhaus zurück, um dort Ruhe zu finden. Nach ihrem Burn-out braucht sie wieder Inspiration, und das, obwohl sie die nächste Frist bereits unter Druck setzt. Plötzlich wird Julika von Träumen heimgesucht. Sie wird von Katharina heimgesucht, die bereits verstorben ist. Julika will nun herausfinden, was mit ihr geschehen ist. Auf diese Weise wird Julika auch mit dem Tod ihrer Mutter konfrontiert.

## Kritik
Der Filmdienst urteilte, der „sanfte, ohne grelle Effekte auskommende Mystery-Thriller mit Hang zur schwarzen Romantik [verbinde] routiniert gängige Genre-Versatzstücke mit im Morgennebel versinkenden bayerischen Berg- und Landschaftspanoramen“. Die Low-Budget-Produktion überzeuge „durch ihre beherzte Inszenierung“, auch wenn die „Dialoge mitunter stolpern“.